# Cripta reale di Superga
La cripta reale, costruita sotto la basilica di Superga, è il tradizionale luogo di sepoltura dei membri di Casa Savoia. Ad essi fanno eccezione solamente coloro che furono re o regine d'Italia, il cui luogo d'inumazione è invece il Pantheon di Roma o il santuario di Vicoforte.

## Storia
Fin dalla progettazione della basilica, nel 1715, Filippo Juvarra aveva previsto, sotto il presbiterio della chiesa, un vano sotterraneo da destinare alla tumulazione dei membri di Casa Savoia. Tuttavia, a causa della scarsità dei fondi, l'idea venne momentaneamente accantonata. La primissima notizia dell'esistenza di alcuni lavori per la costruzione di una cripta risale all'agosto 1728 quando, in una descrizione della basilica, si parla di «scavo di terra nel choro e santuario per formarvi la cappella sotterranea».
L'incarico effettivo dei lavori arrivò però soltanto nel 1774, quando Vittorio Amedeo III ordinò all'architetto Francesco Martinez, nipote di Juvarra, di sistemare i sotterranei per farne un mausoleo, in collaborazione con gli architetti Bosio, Ravelli e Rana. I lavori, iniziati nel 1774, terminarono nel 1778. Nel 1778 Vittorio Amedeo III inaugurò la cripta e iniziò le tumulazioni delle salme, traslocandole dalle varie località in cui erano state precedentemente inumate.
Poiché fu proprio dal colle di Superga che, nel 1706, Vittorio Amedeo II e il principe Eugenio pianificarono l'assalto ai francesi durante l'assedio di Torino, assalto che sarà determinante per la vittoria piemontese, nel dicembre 1798, durante la dominazione francese della città, allo scopo di cancellare ogni memoria della sconfitta francese venne avanzata l'ipotesi di svuotare le tombe dei Savoia per sostituirle con le tombe dei giacobini. Il 16 gennaio 1799, sulla Gazzetta Piemontese, il governo provvisorio francese fece pubblicare l'ordine: «La Congregazione dei Canonici di Superga è abolita. Saranno tolte sia dal Tempio, sia dal Sotterraneo, tutte le insegne, e le inscrizioni, dalle quali si possa rammentare la rimembranza dei fatti che diedero luogo alla sua erezione, e dei re che lo consacrarono al loro fasto. Verrà pur anche il sotterraneo mondato dalle ceneri dei re e dei principi in esso raccolte. Il Tempio di Superga sarà in avvenire il Tempio della Riconoscenza e sarà destinato a ricevere le ceneri dei Patrioti Piemontesi morti per la Libertà, i cui nomi saranno inseriti su una colonna».
Tuttavia, il 26 maggio 1799, le armate del generale Aleksandr Vasil'evič Suvorov liberarono Torino, costringendo i francesi alla resa e vanificando i loro progetti. Nulla di ciò che avevano programmato, dunque, venne realizzato.

## Struttura
Alla cripta si accede dal fianco esterno sinistro della basilica, dopo aver percorso uno scalone in marmo e un ampio corridoio. Il vano semicircolare al termine dello scalone è abbellito da una scultura in marmo di Carrara che Vittorio Emanuele II vi fece collocare nel 1878. La scultura, opera di Carlo Finelli, allievo di Antonio Canova, precedentemente esposta nella sala d'ingresso dell'Armeria Reale di Torino, raffigura san Michele Arcangelo che sconfigge un demonio antropomorfo ed è qui posta a simbolica difesa delle tombe.
La cripta reale si trova perfettamente sotto il pavimento della basilica e la sua pianta è a forma di croce latina. L'interno, in stile barocco, è riccamente decorato da stucchi e sculture monumentali. Abbondano, in tutta la struttura, simboli e riferimenti magici, alchemici ed esoterici. I pavimenti e i rivestimenti sono in colori vivaci (in maggioranza nero, bianco e rosso) e sono presenti marmi verdi di Susa, alabastro di Busca, cornici in marmo di Valdieri e oro sulle volte stuccate.
Al centro della pianta a croce, nella cosiddetta "Sala dei Re", è presente il sarcofago più grande, quello di Carlo Alberto di Savoia. La tradizione voleva che, alla morte di ogni sovrano, egli venisse collocato al centro della cripta per poi, alla morte del sovrano successivo, essere spostato nei loculi laterali per lasciargli il posto centrale. Carlo Alberto, però, è ancora qui, in quanto i suoi successori divennero re d'Italia e vennero perciò sepolti nel Pantheon di Roma. Attorno al sarcofago centrale sono disposte, alle pareti, quattro nicchie in cui sono presenti quattro statue in marmo candido, su fondo nero, raffiguranti la Fede (che ha fra le mani la croce e il calice e che ricorda le statue poste ai lati della chiesa della Gran Madre di Dio a Torino), la Carità, la Clemenza e la Scienza, che tiene in mano un triangolo con il vertice rivolto verso il basso, appoggiato sopra una sfera. Le statue sono opera di Ignazio e Filippo Collino. Vicino alle statue, sempre nella stessa sala, sono presenti i loculi con i resti di Vittorio Emanuele  I e Vittorio Amedeo III, delle loro consorti regina Maria Teresa d'Asburgo-Este e Maria Antonietta di Borbone-Spagna, e i cenotafi di Carlo Emanuele IV (sepolto a Roma) e di Carlo Felice (sepolto ad Altacomba).
Dal sarcofago centrale partono poi i quattro bracci della pianta a croce: all'estremità del braccio corto, ossia dietro il sarcofago di Carlo Alberto, c'è l'altare, sopra il quale è presente un gruppo marmoreo raffigurante la deposizione di Gesù, opera di Agostino Cornacchini. Nel braccio di destra c'è la cosiddetta "Seconda Sala", con il monumento funebre a Carlo Emanuele III, opera dello scultore torinese Ignazio Collino, dalla quale una porta conduce alla "Sala delle Regine", la quale ospita, fra gli altri, i sepolcri di Maria Teresa di Toscana, realizzato da Santo Varni, di Maria Adelaide, scolpito da Salvatore Revelli e Pietro della Vedova, e di Maria Vittoria dal Pozzo della Cisterna, altra opera di Della Vedova.
Dalla parte opposta, nel braccio di sinistra, c'è la "Quarta Sala", dov'è presente il monumento dedicato al primo re di Sardegna, Vittorio Amedeo II, su cui siedono le personificazioni della Fecondità con in mano la cornucopia, e della Giustizia, che stringe il fascio littorio; sulla sommità troneggia un angelo con un braccio sollevato che reca un medaglione con l'effigie del defunto. Dalla quarta sala si apre poi una porta che conduce alla "Sala degli Infanti" (che ospita i fanciulli, i principi e le principesse che non regnarono mai).
Non è chiaro se la cripta reale ospiti anche il cuore del principe Eugenio di Savoia, morto a Vienna nel 1736. Il suo corpo fu tumulato nel duomo di Vienna, mentre il cuore, secondo alcuni, venne portato a Superga. Tuttavia alcuni sostengono che il cuore sia stato riportato a Vienna nel 1799 per salvarlo dalla furia degli invasori francesi, che avrebbero voluto distruggerlo. Secondo altri, invece, il cuore del principe non è mai stato portato via dall'Austria e non è dunque mai stato nella cripta di Superga.
Mafalda di Savoia, morta nel campo di concentramento di Buchenwald nel 1944 e sepolta nel cimitero del castello degli Assia a Kronberg im Taunus, è ricordata nella cripta reale da un cenotafio. Le ultime sepolture in ordine cronologico sono quelle di Amedeo di Savoia-Aosta, sepolto il 1⁰ luglio 2021, e di Vittorio Emanuele di Savoia, sepolto il 1⁰ luglio 2024.

## Elenco dei Savoia attualmente tumulati a Superga

### Prima sala: sala dei re
- Vittorio Emanuele I di Savoia (1759-1824)
- Maria Teresa d'Asburgo-Este (1773-1832), moglie di Vittorio Emanuele I
- Vittorio Amedeo III di Savoia (1726-1796)
- Maria Antonia di Borbone-Spagna (1729-1785), moglie di Vittorio Amedeo III
- Carlo Alberto di Savoia (1798-1849)
- Vittorio Emanuele di Savoia (1937-2024)

### Seconda sala
- Maria Pia di Savoia (1847-1911), regina consorte del Portogallo dal 1861 al 1889
- Eugenio Emanuele di Savoia-Villafranca (1816-1888)
- Anna Cristina di Sulzbach (1704-1723), prima moglie di Carlo Emanuele III, sepolta qui nel 1786
- Polissena d'Assia-Rheinfels-Rotenburg (1706-1735), seconda moglie di Carlo Emanuele III, sepolta qui nel 1786
- Elisabetta Teresa di Lorena (1711-1741), terza moglie di Carlo Emanuele III, sepolta qui nel 1786
- Carlo Emanuele III di Savoia (1701-1773)

### Terza sala: sala delle regine
- Maria Adelaide d'Asburgo-Lorena (1822-1855), regina di Sardegna dal 1849 al 1855 come moglie di Vittorio Emanuele II
- Maria Teresa d'Asburgo-Lorena (1801-1855), regina di Sardegna dal 1831 al 1849 come moglie di Carlo Alberto
- Maria Cristina di Savoia-Carignano (1826-1827), figlia di Carlo Alberto
- Amedeo I di Spagna (1845-1890), re di Spagna dal 1871 al 1873
- Maria Vittoria dal Pozzo della Cisterna (1846-1876), regina consorte di Spagna dal 1871 al 1873, prima moglie di Amedeo I
- Maria Letizia Bonaparte (1866-1926), nipote e seconda moglie di Amedeo I
- Vittorio Emanuele di Savoia-Aosta, conte di Torino (1870-1946)
- Oddone Eugenio Maria di Savoia (1846-1866), figlio di Vittorio Emanuele II
- Luigi Vittorio di Savoia-Carignano (1721-1778), principe di Carignano, sepolto qui nel 1835
- Cristina Enrichetta d'Assia-Rheinfels-Rotenburg (1717-1778), principessa consorte di Carignano, moglie di Luigi Vittorio
- Tommaso Maurizio di Savoia-Carignano (1751-1753), figlio di Luigi Vittorio
- Vittorio Amedeo II di Savoia-Carignano (1743-1780)
- Giuseppina Teresa di Lorena-Armagnac (1753-1797), moglie di Vittorio Amedeo II
- Carlo Emanuele di Savoia-Carignano (1770-1800), sepolto qui nel 1835
- Aimone di Savoia-Aosta, quarto duca d'Aosta (1900-1948), sepolto qui nel 1996
- Irene di Grecia (1904-1974), moglie di Aimone, sepolta qui nel 1996
- Amedeo di Savoia-Aosta (1943-2021), quinto duca d'Aosta e duca di Savoia (contestato)
- Eugenio di Savoia-Genova, quinto duca di Genova (1906-1996), sepolto qui nel 2006
- Lucia di Borbone-Due Sicilie (1908-2001), moglie di Eugenio, sepolta qui nel 2006

### Quarta sala
- Vittorio Amedeo II di Savoia (1666-1732)
- Anna Maria di Borbone-Orléans (1669-1728), moglie di Vittorio Amedeo II
- Ferdinando di Savoia-Genova, primo duca di Genova, fratello di Vittorio Emanuele II e padre della regina Margherita (1822-1855)
- Elisabetta di Sassonia (1830-1912), moglie di Ferdinando
- Tommaso di Savoia-Genova, secondo duca di Genova (1854-1931)
- Isabella di Baviera (1863-1924), moglie di Tommaso
- Ferdinando di Savoia-Genova, terzo duca di Genova (1884-1963)
- Maria Luisa Alliaga Gandolfi dei conti di Ricaldone (1899-1986), moglie di Ferdinando di Savoia-Genova, terzo duca di Genova

### Quinta sala: sala degli infanti
- Maria Luisa Gabriella (1729-1767), suora, figlia di Carlo Emanuele III, sepolta qui nel 1823
- Vittorio Amedeo di Savoia (1699-1715), figlio di Vittorio Amedeo II di Savoia
- Eleonora Maria Teresa di Savoia (1728-1781), figlia di Carlo Emanuele III
- Emanuele Filiberto di Savoia (1731-1735), figlio di Carlo Emanuele III, sepolto qui nel 1790
- Vittorio Amedeo di Savoia (1723-1725), figlio di Carlo Emanuele III, sepolto qui nel 1790
- Maria Vittoria di Savoia (1740-1742), figlia di Carlo Emanuele III, sepolta qui nel 1790
- Carlo Francesco di Savoia (1738-1745), figlio di Carlo Emanuele III, sepolto qui nel 1790
- Carlo Francesco Romualdo di Savoia (1733-1733), figlio di Carlo Emanuele III, sepolto qui nel 1790
- Benedetto di Savoia (1741-1808), figlio di Carlo Emanuele III, sepolto qui nel 1926
- Maria Anna di Savoia (1757-1824), moglie di Benedetto
- Maria Felicita di Savoia (1730-1801), figlia di Carlo Emanuele III, sepolta qui nel 1858
- Emanuele Filiberto di Savoia (1705-1705), figlio di Vittorio Amedeo II
- Maria Adelaide di Savoia (1794-1795),[8] figlia di Vittorio Emanuele I di Savoia
- Bambina dal nome sconosciuto (1800-1801), figlia di Vittorio Emanuele I, sepolta qui nel 1939
- Luigi Bonaparte (1864-1932)
- Napoleone Giuseppe Bonaparte (1822-1891)
- Maria Cristina di Savoia (1760-1768), figlia di Vittorio Amedeo III
- Amedeo di Savoia (1754-1755), figlio di Vittorio Amedeo III, sepolto qui nel 1790
- Carlotta di Savoia (1752-1753), figlia di Vittorio Amedeo III, sepolta qui nel 1790
- Vittorio Emanuele di Savoia (1855-1855), figlio di Vittorio Emanuele II
- Maria Clotilde di Savoia (1843-1911), figlia di Vittorio Emanuele II
- Carlo Alberto di Savoia (1851-1854), figlio di Vittorio Emanuele II
- Vittorio Emanuele di Savoia (1852-1852), figlio di Vittorio Emanuele II
- Maria Anna Vittoria di Savoia (1683-1763),[9] figlia di Luigi Tommaso di Savoia-Soissons, sepolta qui nel 1921
- Lydia di Arenberg (1905-1977), moglie di Filiberto di Savoia-Genova, quarto duca di Genova
- Adalberto di Savoia-Genova, duca di Bergamo (1898-1982)
- Filiberto di Savoia-Genova, quarto duca di Genova (1895-1990)